# Saint-Folquin
Saint-Folquin és un municipi francès, situat al departament del Pas de Calais i a la regió dels Alts de França. L'any 2007 tenia 2.535 habitants.
Es troba al nord del departament del Pas de Calais. Es troba entre Gravelines, Bourbourg, Audruicq i Oye-Plage, al cantó d'Audruicq. Es troba al cantó d'Audruicq, que al seu torn forma part del districte de Saint-Omer. L'alcalde de la ciutat és Yves Engrand (2001-2008).